# Patrice Rio
Patrice Rio (ur. 15 sierpnia 1948 w Le Petit-Quevilly) – francuski piłkarz występujący na pozycji obrońcy.
Z FC Nantes czterokrotnie zdobywał mistrzostwo Francji (1973, 1977, 1980, 1983) i raz puchar tego kraju (1979). W latach 1976–1978 rozegrał 17 meczów w reprezentacji Francji. Wystąpił na Mistrzostwach Świata 1978.